# Globidensini
Os Globidensini ou Globidentatini são uma tribo de mosassauros mosasaurinos, um grupo diversificado de escamatos marinhos do Cretáceo Superior. Membros da tribo, conhecidos como "globidensinas" ou "mosassauros globidensina", foram recuperados da América do Norte, Europa, África e Ásia. A tribo contém os gêneros Globidens (de longe o gênero mais bem estudado), Carinodens, Igdamanosaurus, Harranasaurus e Xenodens. As características da maxila e dos dedos tornam incerta a colocação de Carinodens e Xenodens na tribo; alguns pesquisadores sugeriram que eles podem ser colocados de forma mais apropriada no Mosasaurini.
No final do Cretáceo, uma série de adaptações permitiu que os mosassauros altamente especializados dentro dos Globidensini, caracterizados por dentes em forma de botão, recuperassem com sucesso o nicho do estilo de vida durófago. Este nicho esteve desocupado durante a maior parte do Mesozóico desde a extinção dos placodontes e do ictiossauro durófago Grippia. A raridade do Globidensini no registro fóssil permanece um mistério, talvez seja devido à preferência de habitat (águas profundas), alguma outra forma de preconceito tafonômico ou devido ao estilo de vida durófago que não permite o estabelecimento de grandes populações em primeiro lugar. Em Angola, o desaparecimento coincide com a extinção das conchas do Inoceramus.
Os dentes robustos e globulares foram ocasionalmente comparados aos gêneros Prognathodon e Plesiotylosaurus, ambos às vezes incluídos na tribo. Esses gêneros provavelmente não estão tão intimamente ligados aos Globidens como tal inclusão poderia sugerir.